# Héctor Freschi
Héctor Luis Freschi (Resistencia, 22 maggio 1911 – Resistencia, 18 luglio 1993) è stato un calciatore argentino, di ruolo portiere.